# Parachute ascensionnel
 (novembre 2017).
Si vous disposez d'ouvrages ou d'articles de référence ou si vous connaissez des sites web de qualité traitant du thème abordé ici, merci de compléter l'article en donnant les références utiles à sa vérifiabilité et en les liant à la section « Notes et références ».

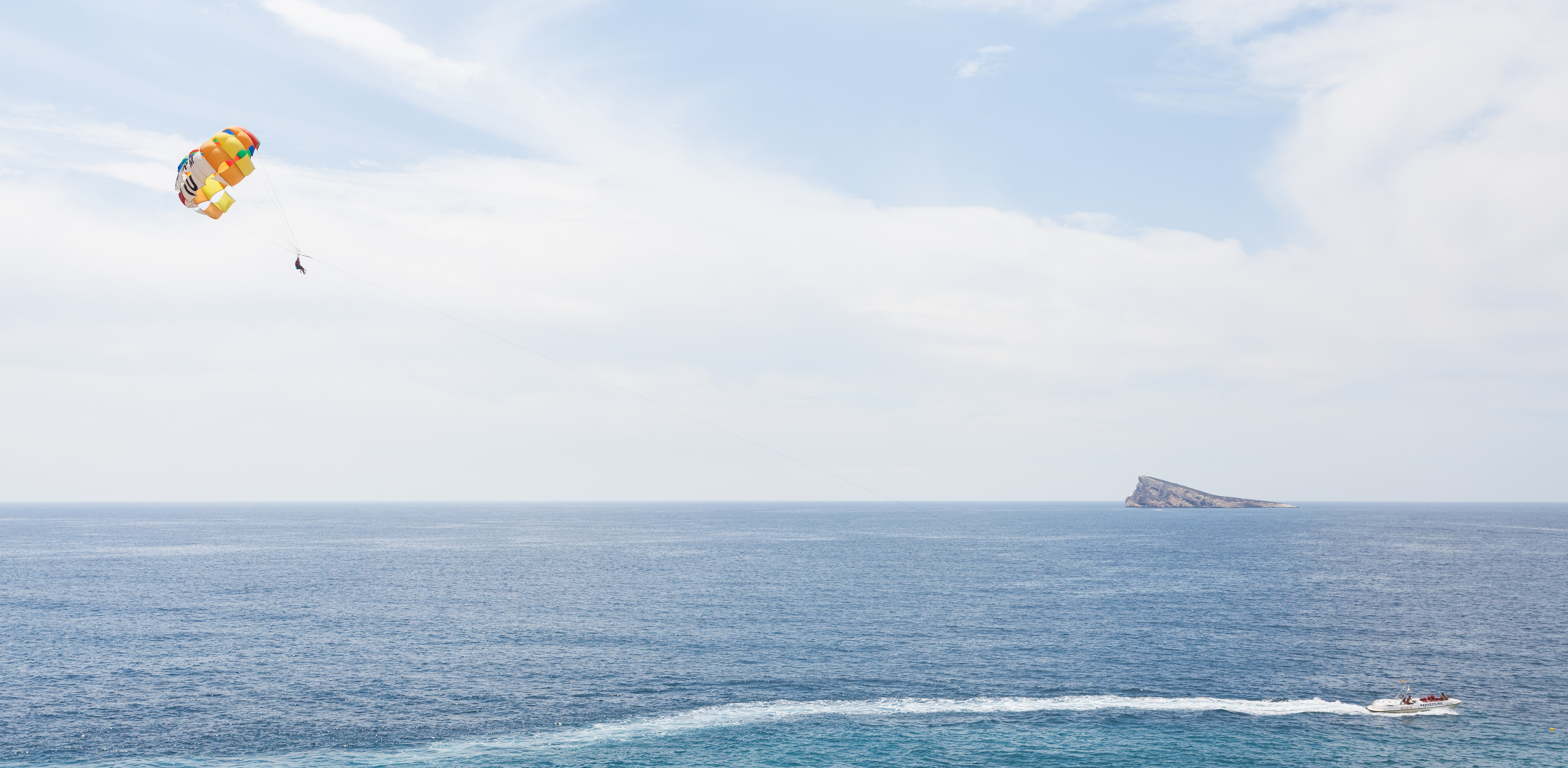
Parachute ascensionnel a Benidorm, Espagne

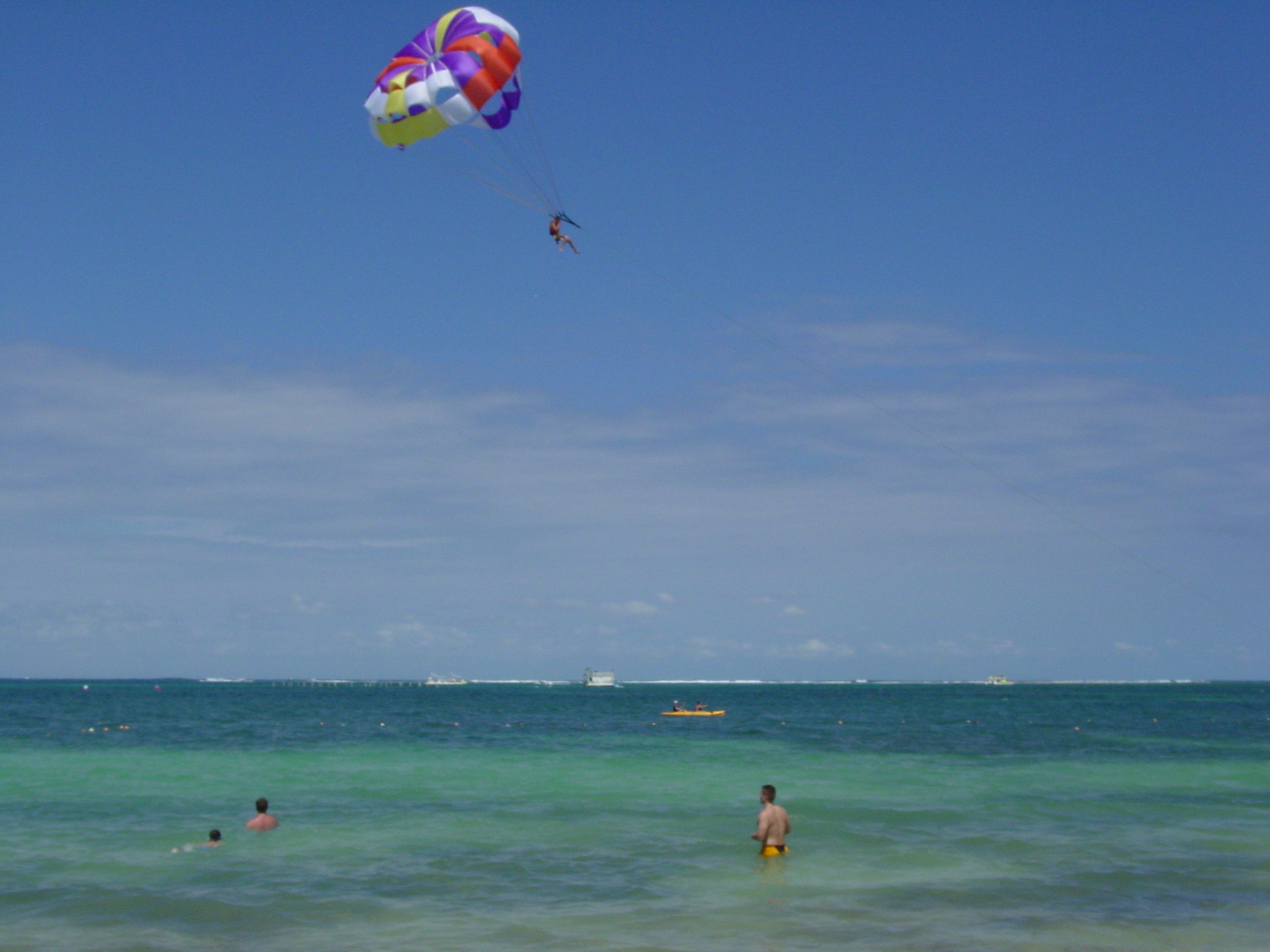
Parachute ascensionnel

Le parachute ascensionnel est une sous-discipline du parachutisme sportif, consistant à s'élever dans les airs accroché à une voile similaire à celle d'un parachute depuis le sol ou un plan d'eau en étant tracté rapidement. 

## Principe
La voile peut être hémisphérique ou en forme d'aile droite concave comme les parachutes actuels, mais le principe des courants ascendants de l'air se rapproche davantage de celui d'un parapente.
À la différence du parapente où le démarrage s'effectue en courant, l'air gonflant la voile depuis une certaine hauteur en surplomb, le décollage s'effectue depuis le bas par ascension due à la vitesse importante d'un véhicule ou d'un treuil auquel le passager est relié par un câble, l'air s'engouffrant progressivement dans la voilure. Les conditions climatiques sont moins contraignantes. Il s'élève dans les airs de la même manière qu'un planeur tiré par un treuil en bobine : le vecteur portance est à peu près parallèle au câble (incliné) et comprend donc une composante verticale qui fait s'élever l'aéronef. 
Les départs sont devenus très fréquents en partant au large d'une plage depuis la plate-forme d'un bateau rapide ou même depuis une bouée tractée, puis en s'élevant à plusieurs dizaines de mètres au-dessus de la mer ou d'un lac, le bateau tirant à grande vitesse le parachutiste, que celui-ci suivra dans les airs à altitude à peu près constante de manière passive sans intervention. Le démarrage peut aussi s'effectuer seul ou accompagné d'un moniteur en tandem sur un terrain en courant relié par un câble derrière une voiture accélérant progressivement.
À la fin de son parcours horizontal aérien, le parachutiste peut se décrocher du câble et redescendre progressivement. L'atterrissage s'effectue en douceur à l'analogue d'un parapente ou parachute, souvent dans l'eau pour un départ depuis un bateau.

## Historique
C’est lors de la Première Guerre mondiale que les Allemands à des fins de reconnaissance vont, à partir d'un sous-marin utilisé comme plate-forme d'observation, tracter un parachute Henecke.
Mais c’est en 1955 que de vrais progrès seront réalisés avec l'introduction de fentes permettant d'augmenter la manœuvrabilité, et de tuyères sur les parachutes de secours. Le parachute ascensionnel hémisphérique à tuyères a été développé par Pierre-Marcel Lemoigne.
Depuis les années 1980, ce loisir s'est développé pour le grand public, notamment par des clubs depuis les plages touristiques maritimes ou bases de loisirs en parallèle d'autres activités sur l'eau telles que banane ou bouée tractée, jet-ski, pédalo, surf, planche à voile, etc. Il demande moins de technique que le ski nautique, la personne étant tout de suite élevée dans les airs grâce à la voile. 
En 1991 se déroula le premier Championnat de France de Parachutisme Ascensionnel Terrestre.

## Sports ou loisirs connexes
- Parapente
- Kitesurf ou surf des mers tracté par un cerf-volant
- Snowkite ou snowboard tracté par un cerf-volant
- Speed riding alternant ski et parapente, mais nécessitant cette fois une bonne technique
- Parachutisme
- Deltaplane, à deux ailes symétriques triangulaires profilées, plus rapide linéairement, en se tenant à plat-ventre sur un genre de trapèze